# Daala
Daala je otevřený datový formát pro ztrátovou kompresi videa a zároveň také jeho referenční video kodek. Je vyvíjený neziskovou organizací Xiph.Org Foundation ve spolupráci s hlavním sponzorem, Mozillou. Na jeho vývoji spolupracují také inženýři firem Google a Cisco Systems.
Referenční implementace je napsána v jazyce C jako svobodný software s otevřeným zdrojovým kódem licencovaným pod BSD licencí.
Inspirací pro jméno formátu byl svět Akademie Jedi, přesněji jedna z jeho postav, Natasi Daala.
Jeho nástupnickým/rozšiřujícím formátem je AV1, jeho konkurentem je formát High Efficiency Video Coding (HEVC).